# 柳拯
柳拯（1966年8月—），男，江西分宜人，中华人民共和国政治人物，曾任民政部副部长，现任中共中央社会工作部副部长。

## 生平
1984年9月进入北京师范大学哲学系学习。曾任中国人民武装警察部队学院教员，民政部人事教育司教育科技处处长，最低生活保障司农村处处长、副司长，新疆维吾尔自治区民政厅副厅长，民政部机关党委副书记、人事司（社会工作司）副司长等职。2012年任社会工作司司长。2014年任区划地名司司长。2019年任社会组织管理局局长。2022年11月23日至2023年6月18日，任民政部副部长。2023年7月，已任新成立的中共中央社会工作部副部长。